# Leistungstreuepflicht
Die Leistungstreuepflicht (auch Verbot der Vertragszweckgefährdung) ist eine seit der Schuldrechtsmodernisierung von 2002 im deutschen Zivilrecht verankerte Pflicht der Vertragsparteien, den Vertragszweck nicht in Gefahr zu bringen oder anderweitig zu vereiteln. Dabei handelt es sich pflichtentypologisch um eine Nebenpflicht.
Die heute in § 241 Abs. 2 BGB geregelte Pflicht ist eine atypische Kodifikation von vormaligem Richterrecht. Für die Verletzung vertraglicher Nebenpflichten, bis 2002 ein Hauptanwendungsfall der gesetzlich nicht geregelten Positiven Vertragsverletzung, wurden nämlich mit der Schuldrechtsreform keine besonderen Vorschriften unter dieser Bezeichnung geschaffen.

## Inhalt der Pflicht
Beim Eingehen eines Schuldverhältnisses treffen den Parteien nicht nur Leistungspflichten, sondern auch Rücksichtsnahmepflichten. Darunter versteht man nach § 241 Abs. 2 BGB die Verpflichtung zur Rücksicht der „Rechte, Rechtsgüter und Interessen des anderen Teils“.
Zu den Rücksichtnahmepflichten gehört es auch, ein Verhalten zu unterlassen, das den vom anderen Vertragspartner angestrebten Vorteilen oder Zielen zuwiderlaufen würde.
Im Umkehrschluss ergibt sich das Erfordernis, an der Erreichung und Verwirklichung von Ziel und Zweck des Vertrags mitzuwirken, soweit dies sich vernünftigerweise mit dem eigenen Interessen des dadurch verpflichtenden Vertragsteil erreichen lässt.
Beispielsweise hat der Bundesgerichtshof anerkannt, dass die Leistungstreuepflicht einen Anwalt in dem Sinne trifft, dass dieser auch nach Beendigung eines Mandats alles Erforderliche zu tun hat, um einen reibungslosen und schadensfreien Übergang des Mandanten zu einem neuen Anwalt zu gewährleisten.
Diese Pflichtenart kann ausdrücklich vereinbart werden. Sie gilt jedoch – unabhängig von parteilichen Vereinbarungen –  auch ungeschrieben.
Um das Pflichtenprogramm des Verpflichteten nicht ungebremst ausufern zu lassen, erfolgt eine Begrenzung durch die Kriterien der Erforderlichkeit und der Zumutbarkeit.

## Rechtsfolge bei Pflichtverletzung
Eine Verletzung der Leistungstreuepflicht kann zu Schadensersatzansprüchen oder zum Recht auf Rücktritt vom Vertrag führen.